# Casa del Pingone

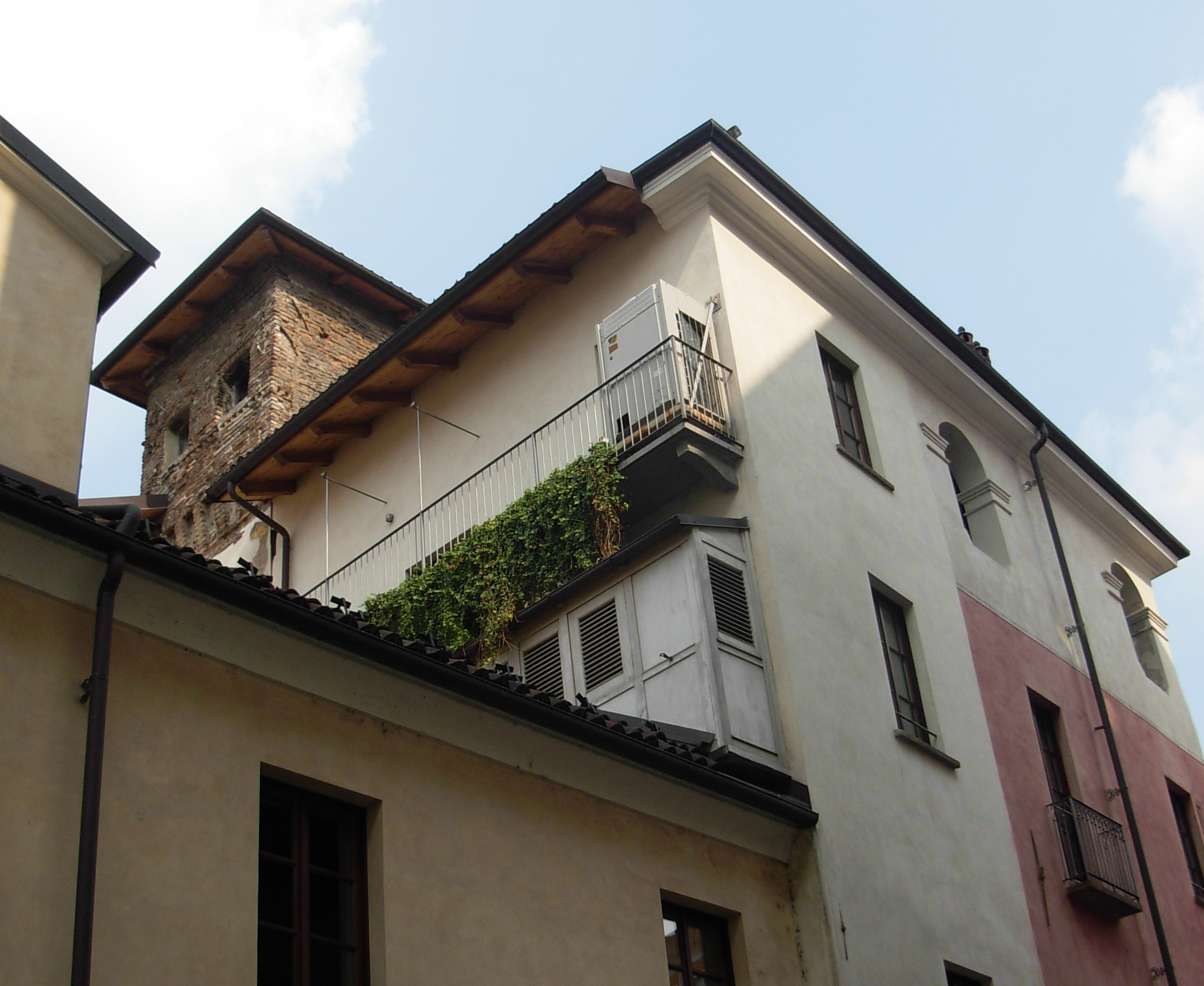
La torretta merlata vista dal retro, ormai completamente inglobata nella struttura e sormontata dal tetto.

La Casa del Pingone (in piemontese: Cà 'd Monsù Pingon) è un edificio storico di Torino.
Prende nome da Filiberto Pingone, storico di corte del duca Emanuele Filiberto di Savoia, nonché autore dell'opera Inclytorum Saxonae Sabaudiaeque principum arbor gentilizia.

## Storia
L'edificio risale al XV secolo e fu l'abitazione di Emanuele Filiberto Pingone. Egli, originario di Chambéry, studiò Legge presso l'Università di Padova e prestò la sua carriera al servizio della corte sabauda, trasferendosi in questa casa. Divenuto ambasciatore a Nizza su volere del duca Emanuele Filiberto di Savoia, divenne uno dei maggiori genealogisti di corte. Rimaneggiata più volte tra Seicento e Settecento, la Casa del Pingone è stata ampliata inglobando una torre medievale preesistente.
Dopo secoli di degrado, è stata restaurata nel 2000.

## Descrizione
L'edificio, sviluppato su quattro piani fuori terra, sorge a ridosso di piazza IV Marzo, a poca distanza dagli edifici medievali più noti della città e di fronte al Duomo e alla Porta Palatina.
Dall'aspetto modesto, esso conserva l'unica torre medievale ancora visibile a Torino, anche se ormai completamente mimetizzata e sormontata dalla successiva copertura; di essa si può ancora distinguere la merlatura ghibellina inglobata nella struttura muraria. Tracce di finestre a crociera di epoca cinquecentesca sono ancora riscontrabili sul prospetto affacciato su via Porta Palatina.
L'ultimo piano è caratterizzato da un lungo loggiato scandito da archi a tutto sesto, mentre gli interni conservano ancora apprezzabili soffitti lignei fittamente decorati e pitture murali con grottesche.
 Il restauro del 2000 ha riproposto la colorazione originaria delle facciate, identificandola in un carminio acceso.